# Ixtapa Challenger 1992
L'Ixtapa Challenger 1992 è stato un torneo di tennis facente parte della categoria ATP Challenger Series nell'ambito dell'ATP Challenger Series 1992. Il torneo si è giocato a Ixtapa in Messico dal 5 all'11 ottobre 1992 su campi in cemento.

## Vincitori

### Singolare
Luis Herrera ha battuto in finale  Andrew Sznajder con il punteggio di 6–1, 6–2

### Doppio
- Torneo di doppio non disputato